# Ropica fruhstorferi
Ropica fruhstorferi là một loài bọ cánh cứng trong họ Cerambycidae.